# Cromlech
Cromlech er den fjerde demo af det norske band Darkthrone og stammer fra den periode, hvor bandet stadig var et dødsmetalband. Dele af demoen er senere blevet genudgivet, først som del af opsamlingsalbummet Preparing for War i 2000, og senere som en del af Frostland Tapes i 2008.

## Spor
1. "The Watchtower" – 05:03
2. "Accumulation Of Generalization" – 03:04
3. "Sempiternal Past / Presence View Sepulchrality" – 03:18
4. "Iconoclasm Sweeps Cappadocia" – 03:28